# Meter i sekundet (film)
|  | Denne artikel er oprettet af botten Steenthbot ud fra en ekstern database. Den kan derfor have sproglige fejl eller mangler. Denne skabelon kan fjernes efter kontrol af indholdet. |

 For alternative betydninger, se Meter i sekundet. (Se også artikler, som begynder med Meter i sekundet)
Meter i sekundet er en dansk spillefilm fra 2023 instrueret af Hella Joof. Filmen er baseret på Stine Pilgaards bog af samme navn fra 2020.

## Handling
Maries liv bliver vendt op og ned, da hun – lettere modvilligt – tager fra København til Velling i Vestjylland, fordi hendes livs kærlighed, Rasmus, har fået job som lærer på en højskole. Mens Rasmus hurtigt suges ind i højskolelivet, er mødet med Velling et kulturchok for Marie, der med sine malplacerede tirader gang på gang oplever, at hun ikke hører til blandt de lokale. Langsomt begynder hun dog at lytte mere, end hun taler, og lærer, at Velling måske alligevel er et sted for hende – og at hun selv har noget at tilbyde det lille samfund med den brevkasse, hun skriver.